# Volo Dana Air 992
Il volo Dana Air 992 è stato un collegamento di linea passeggeri interno da Abuja a Lagos, in Nigeria. Il 3 giugno 2012, il McDonnell Douglas MD-83 che serviva la rotta subì un guasto a entrambi i motori durante l'avvicinamento a Lagos. Non riuscì a raggiungere la destinazione e precipitò contro alcuni edifici, provocando la morte di tutte le 153 persone a bordo e sei a terra. Con 159 morti, rimane il peggior incidente aereo commerciale nella storia della Nigeria dopo il disastro aereo di Kano del 1973.
Il Nigerian Safety Investigation Bureau (AIB) concluse che entrambi i motori dell'aereo avevano perso potenza durante l'avvicinamento a Lagos. Un assemblaggio errato aveva interrotto la linea di alimentazione dei motori, causando l'impossibilità di fornire carburante a entrambi i propulsori. Durante la sequenza iniziale dell'avaria, i piloti scelsero di non dichiarare un'emergenza finché il secondo motore non perse potenza durante la parte finale del volo. La mancanza di consapevolezza situazionale e le scarse decisioni dei piloti causarono infine lo schianto dell'aereo contro gli edifici.
L'incidente mise ancora una volta in evidenza i problemi della Nigeria in termini di sicurezza aerea. Si è trattato del quinto grande disastro aereo nigeriano in un decennio, dopo il volo EAS Airlines 4226 del 2002, il volo Bellview Airlines 210 e il volo Sosoliso Airlines 1145 del 2005 e il volo ADC Airlines 53 del 2006. Di conseguenza, portò a una profonda revisione del settore dell'aviazione nazionale. Dopo l'incidente del volo 992, la sicurezza aerea della Nigeria è migliorata in modo significativo e il paese ha mantenuto lo status di categoria 1 per la sicurezza aerea.

## L'aereo
Il velivolo era un McDonnell Douglas MD-83, registrato in Nigeria come 5N-RAM, costruito nel 1990 e consegnato per la prima volta alla Alaska Airlines con la registrazione N944AS, che ha operato fino al ritiro degli MD-80 nel 2008. L'aereo è stato venduto ad un'altra compagnia aerea prima di essere acquisito da Dana Air nel febbraio 2009. La cellula aveva accumulato più di 60 800 ore di volo totali. I motori dell'aereo avevano più di 55 300 e 26 000 ore di volo prima dell'incidente. L'ultima manutenzione dell'aereo era stata effettuata il 2 giugno 2012, esattamente un giorno prima dell'incidente.

## Passeggeri ed equipaggio

### Passeggeri
Il volo 992 trasportava 147 passeggeri, tra cui 15 cittadini stranieri provenienti da 9 paesi. Gli stranieri erano sei cittadini cinesi, tre americani, due indiani e uno ciascuno da Benin, Canada, Germania, Francia e Libano.
Tra le persone a bordo c'erano Celestine Onwuliri, marito dell'allora ministro degli Esteri nigeriano Viola Onwuliri, Ehime Aikhomu, figlio del defunto ammiraglio nigeriano ed ex vicepresidente nigeriano Augustus Aikhomu, Ibrahim Damcida, ex segretario permanente del Ministero delle Finanze nigeriano, Levi Chibuike Ajuonuma, allora portavoce della Nigerian National Petroleum Corporation, e Shehu Sa'ad, direttore della principale banca nigeriana Mainstreet Bank Limited. I media locali riferirono che sul volo erano presenti anche diversi alti ufficiali militari.

### Equipaggio
L'aereo trasportava 6 membri dell'equipaggio, tra cui un comandante americano, un primo ufficiale indiano, un ingegnere di volo indonesiano e tre assistenti di volo nigeriani.
Il comandante era Peter Waxtan, 55 anni. Aveva un'esperienza di volo complessiva di 18 116 ore, di cui 7 466 sull'MD-83. Era stato comandante per la Spirit Airlines dal 1997 al 2009. Il comandante era stato assunto dalla Dana Air il 14 marzo 2012. Aveva iniziato a volare in operazioni di addestramento sotto la supervisione di un addestratore il 26 aprile 2012 dopo aver completato la scuola di terra e l'addestramento al simulatore. Aveva conseguito diverse abilitazioni, tra cui Airbus A320, Douglas DC-9, Fokker F27 e Saab 340. A suo tempo, la sua licenza era stata sospesa dalla Federal Aviation Administration (FAA), a causa di molteplici atterraggi duri e per non aver segnalato problemi di manutenzione, ricevendo una nuova licenza nell'agosto 2011.
Il primo ufficiale, Mahendra Singh Rathore, aveva 34 anni e un'esperienza di volo totale di 1 143 ore, di cui 808 su MD-83. Prima di essere assunto come pilota nel gennaio 2011, era stato impiegato presso Dana Air come direttore del servizio di cabina.

## L'incidente
Il volo 0992 era un volo dalla capitale nigeriana Abuja alla più grande città del Paese, Lagos, operato con un McDonnell Douglas MD-83. Partì da Abuja alle 14:58 ora locale con 153 persone a bordo, 147 passeggeri e 6 membri dell'equipaggio, e 26 000 libbre (12 000 kg) di carburante. Il vento era calmo e le condizioni meteorologiche erano ottime. Il volo era pilotato dal comandante Peter Waxtan (55 anni) e dal primo ufficiale Mahendra Singh Rathore (34 anni), con Rathore come pilota ai comandi (PF). Si trattava di un volo pieno e in quel momento l'aereo era sulla tratta di ritorno del secondo volo da Abuja.

### Avaria al primo motore
Circa diciassette minuti dopo il decollo da Abuja, l'equipaggio del volo 992 notò un'anomalia al motore sinistro. Il propulsore non produceva una spinta sufficiente nonostante l'impostazione manuale della manetta. Il primo ufficiale Rathore chiese al comandante Waxtan se dovesse chiamare l'ingegnere per analizzare il problema, ma Waxtan rifiutò, affermando che il primo ufficiale Rathore e lui erano in grado di capire la causa del problema da soli e dichiarò che l'aiuto dell'ingegnere non era necessario. Il comandante chiese quindi al primo ufficiale Rathore se uno dei membri del personale di terra avesse manomesso il pannello vicino al portellone posteriore dell'aeromobile e dichiarò successivamente che "il tizio" aveva dei problemi ed era infuriato con loro. Prima della partenza del volo per Abuja, entrambi i piloti avevano avuto una sorta di faida rifiutando la richiesta dei tecnici di terra di utilizzare il portellone posteriore per l'imbarco dei passeggeri, da cui i sospetti di Waxtan.
Ciononostante, l'equipaggio decise di proseguire il volo verso Lagos. Non ritenevano che il problema fosse grave e quindi conclusero che non era necessario dirottare l'aeromobile verso l'aeroporto più vicino, anche se c'erano differenze nel valore EPR dei motori e la mancanza di risposta da parte del motore sinistro, che funzionava al minimo nonostante l'impostazione della manetta. Contattarono quindi l'ATC di Lagos per richiedere un'autorizzazione alla discesa. Durante l'intera conversazione, non venne fatto alcun cenno al motore sinistro in avaria. Non eseguirono nemmeno la lista di controllo di emergenza.
Quando il volo venne autorizzato a scendere, il comandante ordinò al primo ufficiale di aumentare la velocità di discesa dell'aeromobile, ma egli si rifiutò, affermando che la discesa graduale era molto più efficace per mantenere la quota. Il volo 0992 venne autorizzato da Lagos ad avvicinarsi alla pista 18L. Anche in questo caso, l'equipaggio non lanciò alcuna richiesta di soccorso e non menzionò il malfunzionamento del motore sinistro. Il volo continuò ad avvicinarsi a Lagos. Poiché era stato confermato che il motore sinistro non rispondeva, il comandante assunse il controllo diventando il pilota ai comandi. Il motore destro, in quel momento, era ancora operativo e quindi l'equipaggio pensava che fosse ancora sicuro continuare il volo verso Lagos. Waxtan fu udito dire: "Ok, questo è buono per noi fino ad ora".

### Avaria al secondo motore
Man mano che l'aereo si avvicinava a Lagos, l'equipaggio si preoccupò sempre di più perché aveva iniziato a ricevere una serie di vettori radar di direzione e altitudine dall'ATC di Lagos. Consultarono diverse liste di controllo per l'avvicinamento a Lagos. Tuttavia, non lessero la lista di controllo per l'atterraggio monomotore che era stata loro fornita. La loro altitudine era un po' più alta del solito e il comandante decise di aumentare la velocità di discesa per correggerla. Chiese quindi al primo ufficiale di configurare l'aereo per l'atterraggio impostando i flap a 15. In questo modo, l'aereo avrebbe generato portanza con una resistenza minima. Tuttavia, anche se aveva deciso di configurare l'aeromobile per l'atterraggio, era comunque necessaria una spinta supplementare per l'avvicinamento finale a Lagos. L'equipaggio si trovò in una situazione difficile.
Il comandante cercò quindi di diminuire la velocità di discesa aumentando la manetta del motore destro. Con sua grande sorpresa, il motore destro non rispose ai suoi input. Entrambi i motori, infine, non erano in grado di generare la spinta comandata. Rendendosi conto della gravità della situazione, l'equipaggio dichiarò l'emergenza quando si trovava a 11 miglia nautiche (20 km) dall'aeroporto.
Tuttavia, anche in presenza dell'emergenza, l'equipaggio provò nemmeno a leggere la lista di controllo per tale situazione. Cercarono immediatamente di contattare la torre di controllo a 118.1 MHz per ottenere indicazioni sull'atterraggio, ma senza successo. I flap vennero portati a 28. In quel momento non c'erano indicazioni che la situazione non fosse sotto controllo.
Pochi minuti dopo suonò l'avviso di "altitudine" e Waxtan dichiarò di aver avvistato la pista. I flap furono estesi totalmente e l'equipaggio selezionò i carrelli di atterraggio. Nei 25 secondi successivi, il comandante chiese che gli venisse dato tutto ciò che poteva aiutare a recuperare la spinta, tra cui "riaccensione", "annullamento dell'accensione", "qualsiasi cosa". A causa della mancanza di spinta dei motori, l'aereo continuava a perdere velocità e quota.

### Lo schianto

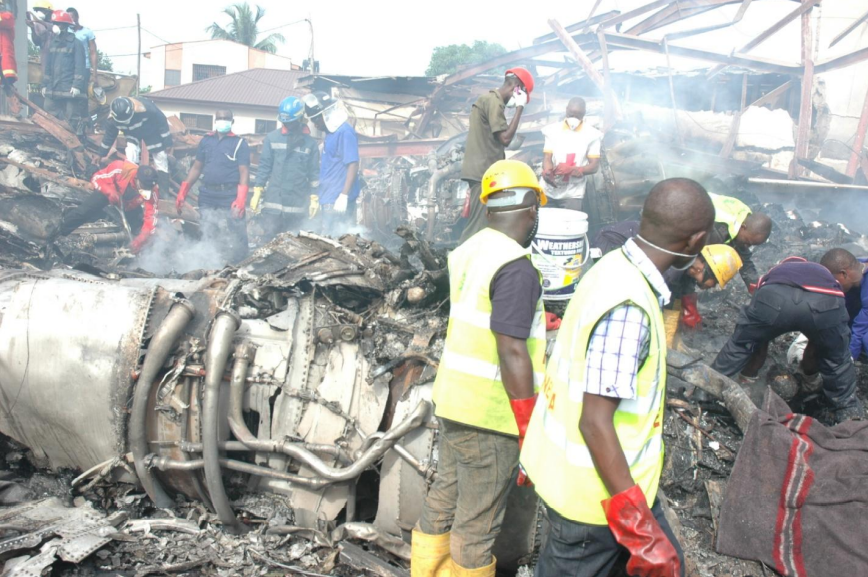
Il sito dell'incidente.

L'aereo perse la potenza di spinta e scese più vicino al suolo. L'equipaggio applicò quindi più volte il trim dello stabilizzatore nel tentativo di evitare gli ostacoli e gli edifici davanti a sé, ma non riuscì ad arrestare la discesa. Il velivolo perse rapidamente quota e l'avviso di altitudine riscuonò fino alla fine della registrazione.
L'MD-83 si schiantò nel quartiere densamente popolato di Iju-Ishaga, vicino all'aeroporto. Colpì dapprima con l'ala destra un edificio a due piani della Power Holding Company of Nigeria e successivamente diversi alberi e altri tre edifici. Esplose e si incendiò. Il fuoco si propagò poi in tutto il quartiere. Uno degli edifici colpiti era un edificio non completato che stava immagazzinando liquidi infiammabili in vista dell'uso previsto come edificio per la stampa, alimentando l'incendio. Molti residenti scambiarono inizialmente l'esplosione causata dall'incidente come un attacco del gruppo terroristico nigeriano Boko Haram.
La scena dell'incidente divenne caotica e il quotidiano nigeriano The Sun riferì che migliaia di residenti di Lagos avevano cercato di avvicinarsi al sito. La folla aveva cercato di portare sul posto tubi per l'acqua, mentre i soldati cercavano di disperdere gli spettatori con pugni e fruste di gomma. L'acqua per lo spegnimento dell'incendio rimase scarsa per diverse ore a causa della carenza di autopompe in città, e i civili cercarono di combattere l'incendio a mano con l'acqua dei secchi di plastica. I camion dell'acqua requisiti dai vicini progetti edilizi ebbero difficoltà a raggiungere il sito a causa delle strade strette.
Quando le autorità riuscirono a domare le fiamme, l'incendio aveva completamente distrutto ogni struttura dell'aereo, con la coda come unica struttura rimasta. Sul luogo dell'incidente non vennero trovati sopravvissuti. Tutti i 153 passeggeri e membri dell'equipaggio erano morti. Almeno 6 persone a terra erano rimaste uccise. L'analisi forense rivelò che 27 persone a bordo dell'aereo, tutte sedute in fondo, erano inizialmente sopravvissute allo schianto. Alcuni residenti riferirono di aver tentato di fuggire dai rottami in fiamme e la gente del posto cercò di aprire l'uscita di emergenza per salvarli. Tuttavia, cedettero subito ceduto al fumo e alle conseguenti esplosioni.

### Risposta delle autorità

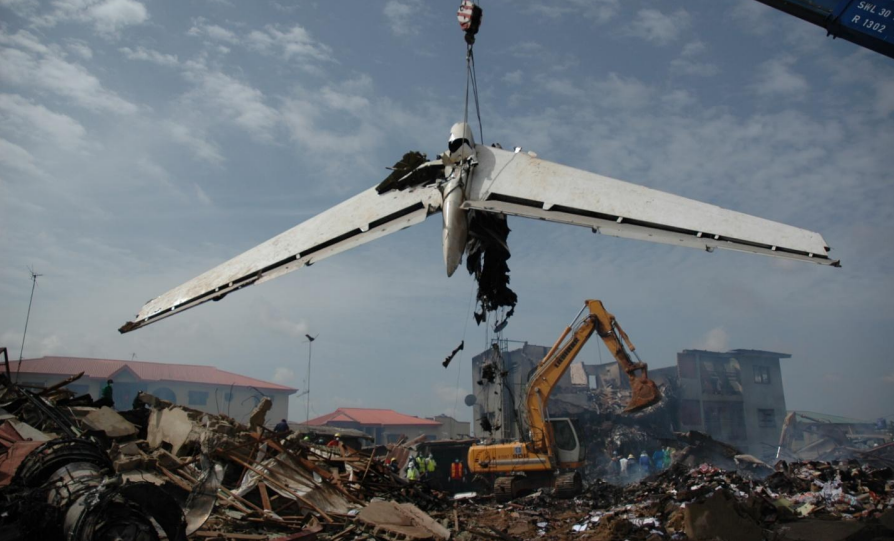
La sezione di coda dell'aereo viene rimossa dal luogo dell'incidente.

Alti funzionari, tra cui l'allora presidente Goodluck Jonathan e il governatore dello Stato di Lagos Babatunde Fashola, visitarono il luogo dell'incidente il 4 giugno. In seguito alla visita, il presidente Jonathan dichiarò tre giorni di lutto nazionale. Osservò che l'incidente aveva "tristemente gettato la nazione in un ulteriore dolore in un giorno in cui i nigeriani erano già in lutto per la perdita di molte altre vite innocenti nell'attentato alla chiesa nello Stato di Bauchi", avvenuto poche ore prima dell'incidente.
In risposta all'incidente, il presidente Jonathan si impegnò a fare "ogni sforzo possibile" per migliorare la sicurezza aerea della nazione, come aveva fatto il precedente presidente nigeriano Olusegun Obasanjo in occasione dei disastri aerei del 2005 e del 2006. Il governo federale sequestrò la licenza e vietò l'utilizzo degli MD-83 dopo l'incidente. Istituì anche una commissione tecnica e amministrativa di nove persone per controllare tutte le compagnie aeree che operano nel Paese. Il 5 settembre 2012, la sospensione della licenza operativa di Dana Air venne revocata e la compagnia aerea iniziò i processi di ricertificazione e riqualificazione.
Dana Air istutiì una linea telefonica diretta per i parenti, attiva 24 ore su 24, e aggiunse al proprio sito web un messaggio che recitava: "I nostri pensieri e le nostre preghiere sono rivolti alle famiglie degli ospiti coinvolti nell'incidente di Dana Air. Che le anime dei defunti possano riposare in pace". La direzione di Dana Air dichiarò che i parenti di ciascuno dei passeggeri avrebbero ricevuto un risarcimento di 100.000 dollari statunitensi.
I soccorritori riuscirono a recuperare almeno 152 corpi, la maggior parte dei quali era stata gravemente carbonizzata dall'incendio successivo all'incidente. In totale vennero identificati 148 corpi, di cui 89 maschi e 59 femmine. Il rapporto del medico legale capo, tuttavia, affermava che le autorità non erano state in grado di identificare i 3 "corpi" rimanenti. Dei 148 corpi identificati, un totale di 9 vittime non erano presenti sul manifesto. Non fu possibile identificare i corpi del comandante e del primo ufficiale. Il 10 giugno, il governatore dello Stato di Lagos Fashola tenne una conferenza stampa con le famiglie delle vittime in merito al piano del governo di organizzare una sepoltura di massa per le vittime del volo 992. Il piano venne infine respinto dai parenti.
Alla luce dell'incidente, il Senato nigeriano chiese al Presidente Jonathan di rimuovere il Direttore generale dell'Autorità per l'aviazione civile nigeriana (NCAA), Harold Demuren, dalla sua posizione. La Camera dei Rappresentanti nigeriana accusava l'NCAA di inettitudine, sostenendo che il tipo di aereo MD-83 era stato gradualmente eliminato in tutti i Paesi del mondo e che l'NCAA non era stata in grado di fornire un ispettore qualificato per il tipo di aereo. Il rapporto venne definito dai funzionari dell'NCAA "falso, fallace e travisato". Questo portò a una controversia tra i funzionari governativi e l'NCAA, in quanto le richieste di rimuovere Demuren dalla sua posizione erano state considerate un tentativo da parte di funzionari corrotti di mettere sotto scacco il capo dell'agenzia di regolamentazione. L'ex presidente nigeriano Olusegun Obasanjo supplicò il presidente Jonathan di lasciare Demuren. Nonostante i risultati ottenuti negli ultimi anni nel settore della sicurezza aerea nigeriana, Demuren venne infine rimosso dal ministro dell'Aviazione Stella Oduah nel marzo 2013 a causa della sua percepita inettitudine nelle indagini sull'incidente del volo 0992.
Oltre all'indagine del Senato, si tenne anche un'inchiesta del medico legale sull'incidente. Durante questa, un membro della Nigerian Airspace Management Agency (NAMA) accusò la squadra di emergenza dell'agenzia di non aver agito correttamente. La NAMA rilasciò una trascrizione della comunicazione tra l'equipaggio del volo 0992 e l'ATC di Lagos sostenendo che le autorità avrebbero dovuto attivare l'emergenza immediatamente dopo che i piloti avevano segnalato che c'era qualcosa che non andava con l'aereo. L'inchiesta rivelò inoltre che l'operazione di ricerca e soccorso non era stata coordinata ed era stata eseguita in modo disordinato.

## Le indagini

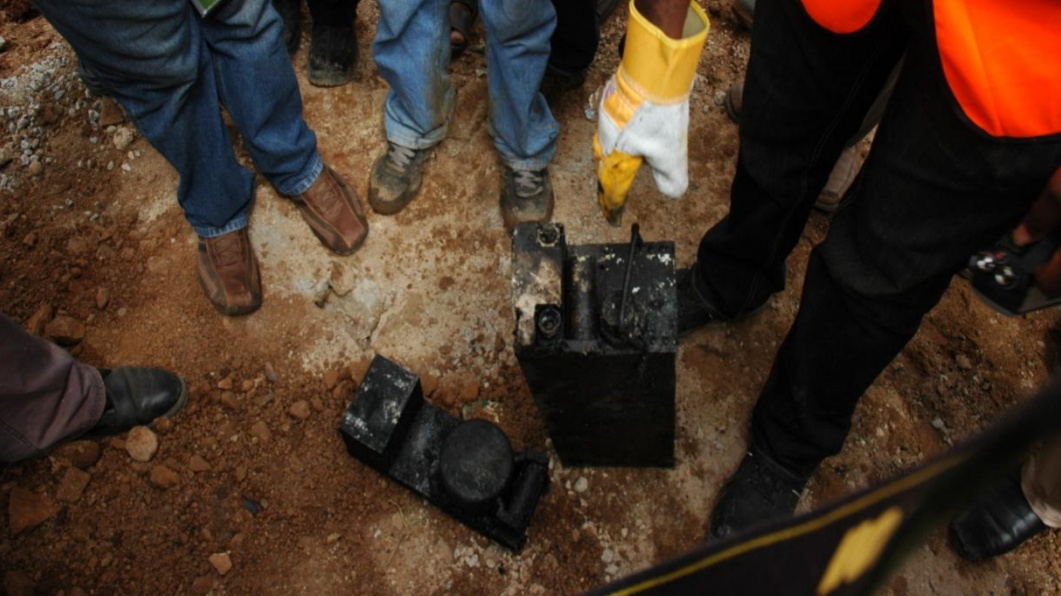
Le scatole nere vennero recuperate con gli involucri carbonizzati.

Poiché l'aereo era di fabbricazione americana, il National Transportation Safety Board (NTSB) degli Stati Uniti aveva lo status di osservatore per le indagini. Anche la Federal Aviation Administration degli Stati Uniti, Boeing e Pratt & Whitney Canada inviarono i loro rappresentanti per assistere gli investigatori.
Sia il registratore vocale della cabina di pilotaggio (CVR) che il registratore dei dati di volo (FDR) vennero recuperati dal sito dell'incidente il 4 giugno carbonizzati. Il danno dell'incendio successivo all'incidente all'FDR fu così grave che il nastro digitale del registratore si era fuso. Pertanto, il registratore non fornì alcuna informazione. Tuttavia, la scheda di memoria del CVR era ancora in buone condizioni, nonostante l'involucro gravemente bruciato. Dal CVR vennero recuperati quasi 31 minuti di conversazione.

### Il guasto ai motori
L'equipaggio del volo 0992 aveva segnalato un guasto a entrambi i motori pochi minuti prima che il velivolo si schiantasse sull'affollata area residenziale di Iju-Ishaga. L'ispezione del luogo dell'incidente confermò che entrambi i motori non avevano generato molta potenza, poiché i danni osservati erano compatibili con un numero di giri basso o nullo al momento dell'impatto. Furono quindi necessari ulteriori esami per confermare l'origine del guasto. Poiché i motori erano stati revisionati dalla Millenium Engine Associates Inc, con sede a Miami, entrambi i motori vennero inviati negli Stati Uniti per una revisione. Durante l'analisi, gli investigatori scoprirono diverse fratture nei condotti del carburante del motore sinistro. I tubi di alimentazione del carburante si erano rotti a filo, mostrando labbra di taglio. Il collettore primario del carburante si era piegato verso il basso. Il collettore del carburante secondario si era attorcigliato. Il tubo di trasferimento del carburante aveva quasi bloccato il flusso del carburante, riducendo il diametro dell'ugello. Sul motore destro, il collettore del carburante secondario era collassato e c'erano fratture sul collettore del carburante primario. I tubi del carburante di entrambi i motori si erano rotti e piegati sui raccordi.
L'AIB volle un esame più approfondito dei motori a Lagos, ma la Millenium inviò solo il motore sinistro, mentre il motore destro non venne rispedito per motivi sconosciuti. Quando l'AIB condusse i test sul motore ricevuto, l'analisi metallurgica dei collettori rivelò che entrambi i collettori erano stati sottoposti a sollecitazioni eccessive. Nonostante i risultati, non c'erano prove che la frattura si fosse verificata prima dell'incidente. Insieme all'assenza del motore destro, il team si trovò in un vicolo cieco. Alla fine cominciarono a spostare l'attenzione sulle pompe del carburante. Gli investigatori scoprirono che c'era la possibilità di una crescita microbica nella fornitura di carburante. Ciò era stato causato dallo stoccaggio del combustibile, esposto al sole. Questa esposizione potrebbe aver fatto salire la temperatura del carburante fino a 25 °C (77 °F). Se a ciò si aggiunge l'elevata umidità tipica del clima tropicale, ciò avrebbe favorito la crescita di funghi che avevano provocato la corrosione del serbatoio del carburante, l'ostruzione dei filtri e dei tubi del carburante e un'indicazione irregolare del serbatoio. L'analisi preliminare del campione di carburante, tuttavia, non rilevò alcuna contaminazione nel carburante.
Oltre ai campioni di carburante, si sospettava anche una certa cultura di volo della Dana Air, definita dagli investigatori "gestione peculiare del carburante". Il team aveva scoperto che esisteva una certa cultura di volo per ogni volo MD-83 di Dana Air, in cui durante l'avvicinamento dell'aereo alla destinazione prevista, il carburante nel serbatoio centrale era quasi completamente esaurito, mentre i serbatoi delle ali rimanevano pieni. I serbatoi di carburante nelle ali, in qualche modo, non venivano utilizzati dai piloti. A causa di questa constatazione, gli investigatori emisero un'altra raccomandazione alla Dana Air, secondo la quale era necessario mantenere un minimo di 910 kg di carburante nel serbatoio centrale dell'aeromobile al momento dell'atterraggio in qualsiasi destinazione. Sebbene non vi fossero prove che l'esaurimento del carburante fosse la causa dell'incidente, poiché le registrazioni avevano rivelato che l'equipaggio aveva dichiarato un totale di 26 000 libbre (12 000 kg) di carburante a bordo, le indagini sulla questione erano ancora in corso. In seguito, gli investigatori fecero un'importante scoperta.

### La svolta
Il 6 ottobre 2013, il volo Dana Air 0348, un MD-83 in volo da Port Harcourt a Lagos, con registrazione 5N-SAI, riportò problemi a un motore durante la fase di salita. L'equipaggio riferì di aver riscontrato lo stesso problema di quello del volo 0992: un motore che non rispondeva alla spinta comandata. Il pilota aveva notato l'anomalia durante la tratta precedente e aveva quindi chiesto all'ingegnere di volo di analizzarla con lui in cabina di pilotaggio. Durante la salita, notò che il motore aveva subito una lenta accelerazione. Il motore aveva impiegato circa 30 secondi per accelerare dalla potenza minima a circa il 60%, invece dei soliti 6 secondi. Contrariamente a quanto fatto dal volo 0992, l'equipaggio del volo 0348 segnalò il problema all'ATC e dichiarò l'emergenza. L'aereo atterrò in sicurezza e il motore venne inviato per le analisi. Il motore del volo 0348 era stato appena revisionato dal contraente l'11 aprile 2013. Poiché i motori del 5N-RAM e del 5N-SAI erano stati revisionati dalla stessa azienda, la Millenium Engine Associates Inc (ora rinominata Global Engine Maintenance LCC), il motore venne stato spedito a Miami per ulteriori esami.
I risultati dello smontaggio rivelarono che il motore del 5N-SAI (volo 0348) aveva subito lo stesso identico danno dei motori del 5N-RAM (volo 0992). Il motore malfunzionante dell'aereo, quello destro, aveva subito fratture sul collettore del carburante. Il collettore si era rotto sul tubo di ingresso secondario, causando la separazione del tubo dall'ugello del carburante. Dalla ventola del motore era visibile una perdita di carburante e il motore non rispondeva alla spinta comandata. L'AIB scoprì che il collettore del carburante era stato installato in modo improprio dalla Millenium. Le carenature protettive del tubo erano state installate in modo non conforme allo standard corretto emesso da Pratt & Whitney Canada, causando la rottura dei tubi del carburante.

### Manutenzione non conforme
Pratt & Whitney Canada era pienamente consapevole della possibilità di rottura del collettore del carburante secondario. Le fratture avrebbero provocato perdite di carburante, causando notevoli problemi ai voli. In un caso, nel 2001, era stato segnalato un incendio del motore dovuto a questo problema. Pratt & Whitney aveva quindi emesso un bollettino di servizio per risolvere il problema. Nell'ottobre 2003, Pratt & Whitney aveva chiesto a tutti gli operatori di sostituire o modificare il collettore del carburante secondario con un nuovo materiale per il tubo. Il nuovo tubo avrebbe ridotto l'insorgenza di fratture grazie a una durata di vita a fatica significativamente maggiore. Secondo la storia del motore dell'aereo, il motore destro era stato revisionato in conformità al bollettino da Volvo Flygmotor nel 2005. All'epoca, il motore era ancora in funzione con Alaska Airlines. Il motore sinistro, invece, non era stato revisionato. Era stato venduto a Dana Air nelle sue condizioni originali. Il motore sinistro era stato infine revisionato da Millenium Engine Associates Inc nell'agosto 2011. Anche il motore destro era stato revisionato da Millenium nel settembre 2011. Entrambe le revisioni, tuttavia, non erano state eseguite in conformità al bollettino. L'azienda aveva inoltre installato il collettore in modo non corretto, sottoponendo i tubi di ingresso del collettore secondario a maggiori sollecitazioni di flessione.
Anche l'installazione della carenatura, una parte del collettore, non era conforme alla procedura corretta. A causa della procedura, questa non era stata chiusa ermeticamente. La carenatura, allentata, era rimasta aperta lateralmente. In seguito alla combustione del carburante, il motore aveva generato aria calda. La carenatura aveva quindi catturato l'aria in uscita e aveva agito come una vela, creando una notevole resistenza aerodinamica. Il tubo di aspirazione del carburante era stato quindi trascinato dalla stessa. In combinazione con le sollecitazioni di flessione dovute all'installazione non corretta del collettore del carburante, al materiale invariato del tubo del collettore e all'esposizione all'aria calda, il tubo di ingresso del carburante alla fine si era incrinato. Le tubazioni del carburante all'interno del tubo avevano quindi ceduto, causando una significativa riduzione del flusso di carburante. Tale riduzione aveva infine causato una accelerazione più lenta dell'aereo. Gli investigatori, tuttavia, non riuscirono a spiegare perché anche il motore destro avesse subito lo stesso identico guasto del motore sinistro, nonostante la revisione del motore fosse stata effettuata con la procedura prevista.
Durante l'indagine, il pilota del volo 0348 dichiarò che c'erano altri aerei della Dana Air che avevano subito una accelerazione inusualmente lenta, tutti revisionati dalla Millenium. La scoperta spinse l'Autorità per l'aviazione civile nigeriana (NCAA) a ordinare immediatamente che tutti gli aerei con motori installati da Millenium fossero inviati a un'officina motori approvata dalla NCAA. Fino a quando il problema non sarebbe stato risolto, gli aerei coinvolti non avrebbero potuto continuare a operare.
Vennero condotte simulazioni di volo presso la Pan Am International Flight Academy (PAIFA) per verificare se l'incidente fosse evitabile o meno. Dopo aver simulato tutti i possibili scenari del volo 0992, tutti i risultati indicarono che l'incidente non era inevitabile. Era evidente che se l'equipaggio avesse preso le decisioni e le misure appropriate durante l'emergenza, l'incidente avrebbe potuto essere evitato. Anche nel peggiore scenario di un possibile incidente, il numero di vittime a bordo avrebbe potuto essere ridotto al minimo. Nonostante l'emergenza per l'avaria del doppio motore, le condizioni erano ancora entro i limiti per un funzionamento sicuro dell'aereo.

### Scarso processo decisionale
Era evidente che le azioni dell'equipaggio avevano avuto un impatto significativo sull'incidente del volo 0992. Durante l'intero volo, l'equipaggio non aveva rispettato la procedura corretta per un'avaria al motore. L'equipaggio non aveva utilizzato la lista di controllo per la presunta emergenza. Se l'avessero letta, l'equipaggio avrebbe dirottato l'aereo verso l'aeroporto più vicino alla zona. C'erano almeno tre aeroporti nelle vicinanze del volo 0992: Ilorin, Ibadan e Abuja. Ibadan era effettivamente indicato nella lista di controllo come aeroporto alternativo ufficiale. Poiché l'equipaggio non aveva letto la lista di controllo, tutti questi aeroporti e erano stati ignorati.
Il primo guasto al motore si era verificato dopo appena 17 minuti di volo. Il volo da Abuja a Lagos durava poco più di un'ora. Pertanto, l'equipaggio aveva tutto il tempo per dichiarare l'emergenza, ma la ritardò fino all'avaria del secondo motore. Non menzionarono tale problema all'ATC. La decisione di non dichiarare l'emergenza per l'avaria fu probabilmente influenzata dal timore del comandante di essere indagato dalle autorità nigeriane. Nella registrazione del CVR si sentì dire che se avessero dichiarato l'emergenza, le autorità nigeriane avrebbero indagato su di loro. A un certo punto, Waxtan affermò che l'aereo non avrebbe potuto abbandonarli.
L'analisi delle registrazioni rivelò inoltre un forte gradiente di autorità in cabina di pilotaggio tra l'equipaggio di volo. Il comandante Waxtan aveva molta più esperienza sull'MD-83 rispetto al primo ufficiale Rathore. Di conseguenza, il primo ufficiale divenne meno assertivo. Questo fu dimostrato dalla registrazione. Durante la discesa verso Lagos, Rathore dichiarò che avrebbero dovuto ritardare la discesa. Waxtan non gli diede ragione e chiese di scendere. Secondo l'AIB, se i piloti avessero mantenuto una quota più alta come suggerito dal primo ufficiale Rathore, il volo avrebbe avuto maggiori possibilità di raggiungere Lagos.
Alla fine, a causa della decisione di non ritardare la discesa, l'aereo si avvicinò rapidamente al suolo. L'equipaggio si trovò in una situazione difficile, poiché l'avvicinamento richiedeva una spinta supplementare. La velocità dell'aria, tuttavia, continuava a diminuire. Il comandante era in preda al panico e affermava ripetutamente che "non voleva mandare in stallo l'aereo". Non avendo letto le apposite liste di controllo per le emergenze di avaria motore, che avrebbero delineato le procedure corrette per ridurre al minimo qualsiasi tipo di difficoltà, l'equipaggio aveva configurato l'aereo in modo errato. Decisero di estendere il carrello e i flap, facendo decadere ulteriormente la capacità dell'aereo di mantenere la velocità. Alla fine si accorsero che la velocità cominciava a diminuire ulteriormente. Tuttavia, a questo punto l'aereo era già troppo basso.

### Il comandante Waxton e Dana Air
Entrambi i piloti del volo 0992 erano di origine straniera. Venne quindi condotta una revisione completa del processo di reclutamento di entrambi. L'esame rivelò diverse scoperte. Mentre non c'erano note o documenti particolari sul primo ufficiale Rathore, i documenti recuperati dall'AIB nigeriano rivelarono che la licenza di volo del comandante era stata sospesa dalla Federal Aviation Administration (FAA) degli Stati Uniti nel 2009 per infrazioni legate a un atterraggio duro e a una sistemazione di un pannello non segnalata. La licenza riconvalidata rilasciatagli dall'Autorità per l'aviazione civile nigeriana (NCAA) era timbrata ma non era firmata da alcun funzionario NCAA.
L'indagine rivelò che Waxtan aveva ricevuto commenti dal suo istruttore di pilotaggio per migliorare le sue prestazioni. Tuttavia, l'AIB non riuscì a trovare alcun documento che dimostrasse che Waxtan avesse effettivamente migliorato le sue prestazioni di volo. Non c'erano nemmeno prove fisiche che avesse seguito i requisiti obbligatori per l'assunzione, tra cui il colloquio di selezione e il controllo dei precedenti. Tutti i risultati indicavano che Waxtan era stato assunto frettolosamente da Dana Air. Anche la valutazione delle prestazioni indicava che Waxtan era stato addestrato in fretta e furia per pilotare immediatamente l'MD-83, anche se c'erano molte note sulle prestazioni insoddisfacenti di Waxtan.
Le scoperte relative al reclutamento del comandante portarono a ulteriori scoperte sulla cultura aziendale di Dana Air. Il Dipartimento di Qualità della nigeriana Dana Air non era mai stato coinvolto nel processo di assunzione di piloti stranieri. Le interviste condotte da ex piloti rivelarono ulteriori problemi relativi alla cultura della manutenzione all'interno della compagnia. Secondo gli interrogatori, gli equipaggi di Dana Air avevano l'abitudine di non inserire eventuali problemi riscontrati nel registro tecnico. Molte di queste pratiche scorrette erano state compiute da piloti senior di Dana Air. La maggior parte degli interrogati erano piloti che erano stati cacciati dalla compagnia o che avevano deciso di abbandonarla a causa di questi problemi.
L'Autorità per l'aviazione civile nigeriana, l'ente regolatore della sicurezza aerea nigeriana, avrebbe dovuto supervisionare le operazioni di tutti gli aerei di linea in Nigeria. Il fatto che ci fossero delle pratiche scorrette all'interno dell'industria dell'aviazione dimostrava che la supervisione sugli aerei di linea nel Paese era inefficace. L'AIB chiese infine alla NCAA di intensificare la sorveglianza sulla sicurezza del settore dell'aviazione del Paese.

### Rapporto finale
Il 13 marzo 2017 venne reso pubblico un rapporto finale di 210 pagine dell'AIB nigeriana sull'incidente.
L'indagine ha individuato i seguenti probabili fattori causali:
1. Il motore numero uno ha perso potenza dopo 17 minuti di volo e successivamente, durante l'avvicinamento finale, il motore numero due ha perso potenza e non ha risposto al movimento della manetta alla richiesta di aumentare la potenza per sostenere l'aeromobile nella sua configurazione di volo.
2. L'omissione inappropriata dell'uso della lista di controllo e l'incapacità dell'equipaggio di rendersi conto della gravità del problema legato all'alimentazione e il conseguente mancato atterraggio nel più vicino aeroporto idoneo.
3. Mancanza di consapevolezza situazionale, decisioni inadeguate e scarsa abilità di pilotaggio.

L'AIB ha emesso diverse raccomandazioni alle parti coinvolte, soprattutto a Dana Air. Alla NCAA nigeriana è stato ordinato di intensificare la sorveglianza, in particolare sulla manutenzione, riparazione e revisione (MRO). Alla FAA è stato chiesto di garantire a Pratt & Whitney di riclassificare l'emissione del bollettino di servizio come obbligatoria e di riprogettare lo spessoramento e l'installazione del gruppo del collettore in modo da rimanere a prova di errore e prevenire un'installazione non corretta.